# Chassé (Sarthe)
Chassé ist eine Commune déléguée in der französischen Gemeinde Villeneuve-en-Perseigne mit 182 Einwohnern (Stand: 1. Januar 2022) im Département Sarthe in der Region Pays de la Loire. Die Einwohner werden Chasséens genannt.
Zum 1. Januar 2015 wurde Chassé mit den Gemeinden Lignières-la-Carelle, Saint-Rigomer-des-Bois, Montigny, Roullée und La Fresnaye-sur-Chédouet zur neuen Gemeinde (Commune nouvelle) Villeneuve-en-Perseigne zusammengelegt. Die Gemeinde gehörte zum Arrondissement Mamers und zum Kanton Mamers (bis 2015: Kanton La Fresnaye-sur-Chédouet).

## Geographie
Chassé liegt etwa 48 Kilometer nördlich von Le Mans und etwa acht Kilometer ostnordöstlich von Alençon. 

## Bevölkerungsentwicklung
| Jahr                      | 1962 | 1968 | 1975 | 1982 | 1990 | 1999 | 2006 | 2012 |
| Einwohner                 | 142  | 127  | 107  | 121  | 139  | 150  | 174  | 181  |
| Quelle: Cassini und INSEE |      |      |      |      |      |      |      |      |

## Sehenswürdigkeiten
- Kirche Sainte-Marie